# Catteville
Catteville ist eine französische Gemeinde mit 103 Einwohnern (Stand: 1. Januar 2022) im Département Manche in der Region Normandie. Sie gehört zum Arrondissement Cherbourg und zum Kanton Bricquebec-en-Cotentin. 

## Lage
Die Gemeinde liegt auf der Halbinsel Cotentin. Nachbargemeinden sind Taillepied im Nordwesten, Saint-Sauveur-le-Vicomte im Nordosten, Doville im Südosten, Saint-Sauveur-de-Pierrepont im Südwesten und Neuville-en-Beaumont im Westen.

## Bevölkerungsentwicklung
| Jahr      | 1962 | 1968 | 1975 | 1982 | 1990 | 1999 | 2008 | 2018 |
| --------- | ---- | ---- | ---- | ---- | ---- | ---- | ---- | ---- |
| Einwohner | 126  | 106  | 101  | 112  | 106  | 105  | 123  | 98   |

## Sehenswürdigkeiten

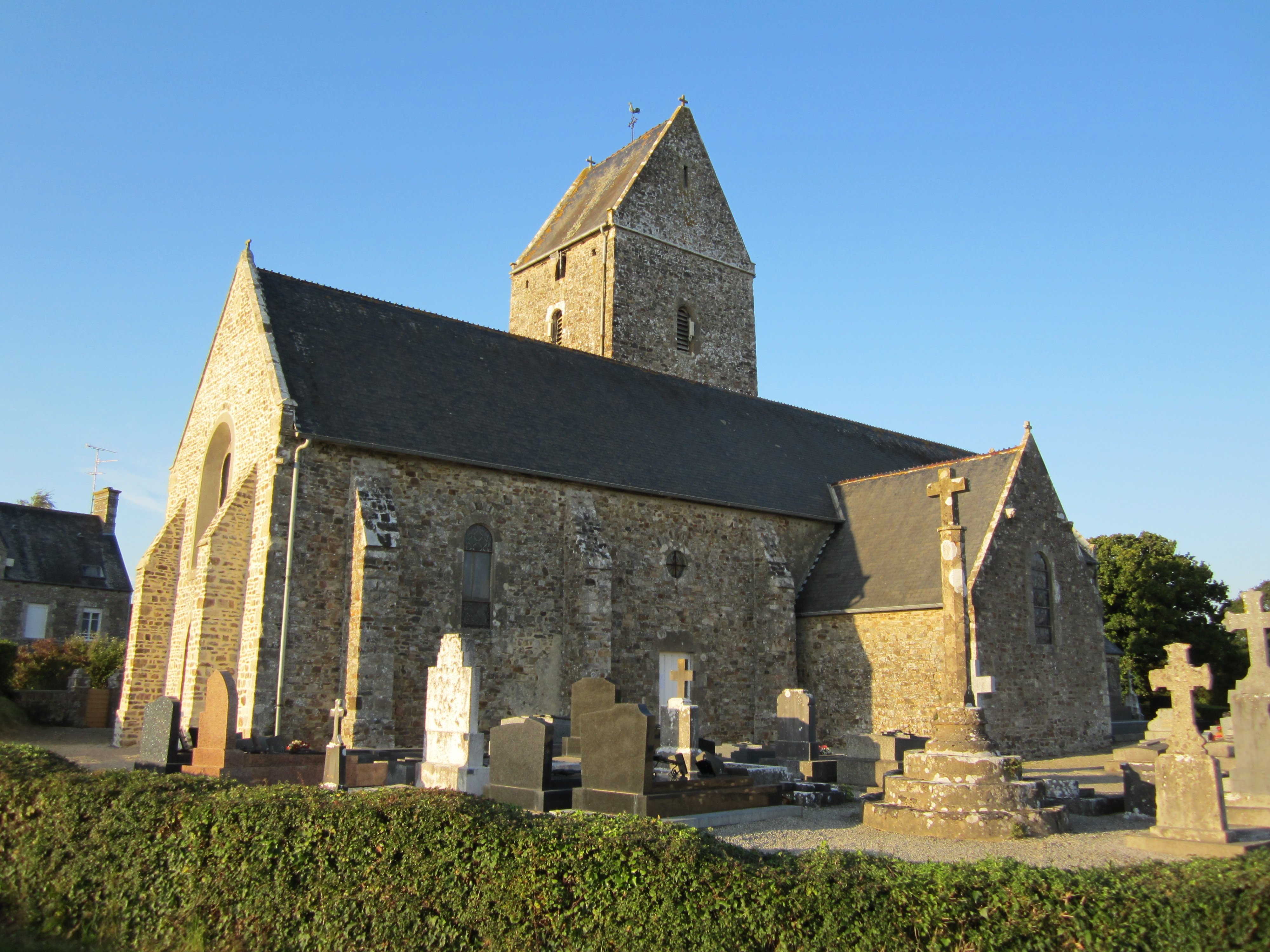
Kirche Saint-Ouen

- Kirche Saint-Ouen